# Tesagrotis atrifrons
Tesagrotis atrifrons là một loài bướm đêm trong họ Noctuidae.